# アストルフ・ド・キュスティーヌ
キュスティーヌ侯爵アストルフ＝ルイ＝レオノール（Astolphe-Louis-Léonor, Marquis de Custine, 1790年3月18日 - 1857年10月18日）は、フランスの外交官、また旅行記の作家でもある。著作の中でも、1839年のロシア旅行に基づく大著『 La Russie en 1839（1839年のロシア）』 はとくに重要な本である。それは単なる旅行記に終わらず、ニコライ1世統治期のロシアの社会構造、経済、生活様式にも触れている。

## 生涯
アストルフ・ド・キュスティーヌはフランス革命前夜、フランスの貴族の家に生まれた。父親の家系は18世紀はじめから侯爵の地位にあり、有名な磁器作品を所有していた。母親デルフィーヌも名のある家の出身で、才色兼備で知られていた。
アストルフの父親と祖父（アダム・フィリップ・ド・キュスティーヌ将軍）はフランス革命に賛成していたが、ともにギロチンにかけられてしまった。アストルフの母はかろうじてその運命から逃れたが、それがアストルフ・ド・キュスティーヌの苦難の人生のはじまりだった。
キュスティーヌは強固な意志の持ち主である母親に育てられた。シャトーブリアンとは頻繁に会うなど、高い教育を受け、社交界でも頭角を現すかに見えた。外交官になって、ウィーン会議に出席、さらに軍事委員会にも認められた。
1820年代初頭、キュスティーヌは母親の薦めで結婚した。キュスティーヌは後に自身が同性愛者であることを認めるが、妻と二人の間にできた子供は心から愛していた。しかし、その妻が結婚して2、3年も経たずに亡くなってしまった。
妻を失ってから、キュスティーヌの人生は取り返しのつかないほど変わってしまうことになる。1824年10月28日の夜、パリの外側で、キュスティーヌが泥の中で意識不明の状態でいるところが発見された。腰がむき出しで、鞭打たれた痕があり、金も奪われていた。伝えられるところでは、キュスティーヌが兵士たちのグループに性的交渉を持ちかけたところ、逆に襲われ暴行されたのだという。それが事実かどうかはわからないが、このニュースはまたたくまにフランス中に知れ渡った。この時以来、キュスティーヌは死ぬまで、フランスで最も有名かつ悪名高い同性愛者として、日々ゴシップの種にされた(当時のキリスト教圏では、同性愛は悪徳だと信じられていたからである)。社交界のサロンと違って、文学サロンはキュスティーヌに門戸を開放して、人々はキュスティーヌと親しく接してはいたものの、キュスティーヌの見えないところでは冷笑していた。同じ年、キュスティーヌの幼い息子と母親が亡くなった。この悲劇以降、キュスティーヌは次第に信心深くなっていった。
キュスティーヌはロマン主義運動に傾倒し、しばらく詩や小説を書いて過ごした。劇を書きあげ、劇場を探して上演したものの、3日間興行しただけで劇は打ち切りになった。彼の文学作品はどれをとっても、誰の関心もひかなかった。ハインリヒ・ハイネはキュスティーヌのことを、un demi-homme des lettresと呼んだ。
キュスティーヌは結局自分の才能は旅行記に向いていることに気がついた。スペイン旅行の経験を記事にしたところ、オノレ・ド・バルザックから、たとえば南部イタリアやロシアのような、ヨーロッパの「半＝ヨーロッパ」部分についても書くよう、励まされたのだった。ちょうど1830年代の後半、アレクシス・ド・トクヴィルの『アメリカの民主政治』が発表されたところだった。トクヴィルはその本の最終章で、未来はロシアとアメリカが握っていると予言した。それもあって、キュスティーヌは次にロシアのことを書くことにした。キュスティーヌは後に何人かの歴史家から「ロシアのド・トクヴィル」と呼ばれることになる。

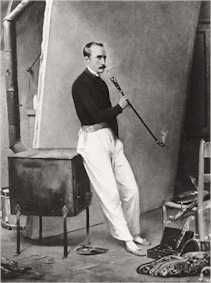
アストルフ・ド・キュスティーヌ（1856年）

1839年、キュスティーヌはロシアを訪れた。ほとんどはサンクトペテルブルクで過ごしたが、モスクワ、ヤロスラヴリにも足を運んだ。
キュスティーヌは、ロシアのことを、魂はアジアだが、それをヨーロッパで覆い隠していると嘲った。サンクトペテルブルクも、自然発生的な歴史の産物ではなく、たった1人の人物によって創造された町だと非難した。その一方で、キュスティーヌはモスクワの建築物を愛していて、首都がこの古都に移されるならばロシアは偉大な力を持つだろうと言った。
キュスティーヌの嘲りの大部分に、ロシア貴族およびニコライ1世は態度を保留した。キュスティーヌは、ロシアの貴族社会について、「ヨーロッパ文明の虚飾は十分だが」としたうえで、「洗練された人間になるには十分とは言えぬ」野蛮さによって損なわれていて、「あなた方を望み通り野生動物にする、訓練された熊ども」のようだ、と言った。
キュスティーヌは絶え間なくスパイをさせ、ポーランドを抑圧しているとして、ニコライ1世を非難したが、独裁者であること、奴隷制を維持していることについてはいっさい批判しなかった。キュスティーヌは一度ならず何度かニコライ1世と面会していて、ツァー（皇帝）として、そうふるまう他はありえないと感じ、そう結論づけたのである。ジョージ・ケナン（アメリカの探検家）もこう言っている。
ケナンはまた、ロシアのことを、ツァーのごきげん取りとスパイたちが巣くう恐ろしい領土だとも言った。キュスティーヌも、一度プロイセン王国を横切った時、空気が自由に感じられたと言っている。20世紀中頃には、多くの人が、キュスティーヌの描写したニコライ1世を、スターリンの予言と見た。
『La Russie en 1839（1839年のロシア）』は6刷を重ね、イギリス、フランス、ドイツで広く読まれた。しかし、ロシアでは発禁だった。それにもかかわらず、フランスで印刷されたものが出回って、ロシア社会に大きな衝撃を与えていた。1890年から1891年にかけて、本の断章がロシアの新聞に掲載された。さらに大幅な短縮版だったが、1910年と1930年には、本として出版された。完訳版が出たのは1966年になってからだった。
何人かのロシア人著作家がキュスティーヌの『La Russie en 1839』の批評本を出版している。その中には、Xavier Labensky（Jean Polonius）著『Un mot sur l’ouvrage de M. de Custine, intitulé: La Russie en 1839（キュスティーヌ氏の「1839年のロシア」について一言）』、Nicolas Gretch著『Examen de l’ouvrage de M. le marquis de Custine intitulé «La Russie en 1839»（キュスティーヌ氏の「1839年のロシア」の検討）』（パリ、1844年）といった本がある。
キュスティーヌは、2002年の映画『エルミタージュ幻想』（アレクサンドル・ソクーロフ監督）に主役の1人として登場している。ソ連崩壊後、再び欧米圏との狭間でアイデンティティ危機に陥っていた当時、ロシア人のナレーターと数世紀に渡るロシアの歴史を旅する同伴者として、偏見混じりの視線を向けるヨーロッパ人の象徴として、登場している。